# Forteresse de Königstein
Pour les articles homonymes, voir Königstein.
La forteresse de Königstein (en allemand Festung Königstein) est une forteresse qui occupe les 9,5 hectares d'un promontoire (butte témoin) dominant de 240 mètres la courbe de l'Elbe à 30 km au sud-est de Dresde en Allemagne. Elle a été surnommée la « Bastille de Saxe » car, forteresse militaire, elle a été utilisée de 1591 à 1922 en tant que prison d'État et aussi, notamment durant les deux guerres mondiales, comme camp d'internement pour des officiers prisonniers de guerre. Toujours intacte, c'est aujourd'hui l'attraction touristique la plus populaire de Saxe, avec 700 000 visiteurs par an.

## Prisonniers renommés
Transformée de simple château fort médiéval en imposante forteresse militaire à partir de la fin du XVIe siècle, elle a aussi servi de résidence à la Cour de Saxe, de prison d'État de 1591 à 1922 et de camp d'internement d'officiers faits prisonniers au cours de la guerre franco-prussienne de 1870-71 et des deux guerres mondiales. Y ont donc été internés des prisonniers célèbres comme :
- Johann Friedrich Böttger, l'inventeur de la porcelaine européenne ;
- l'anarchiste russe Bakounine ;
- le fondateur de la social-démocratie allemande, August Bebel ;
- le général français Pierre Dame y meurt le 18 juillet 1940 ;
- le général français Alphonse Juin, libéré le 15 juin 1941 à la demande du régime de Vichy ;
- le général français Charles Mast, libéré le 20 septembre 1941 à la demande du régime de Vichy ;
- le général français Henri Giraud qui s'en évade le 17 avril 1942.
- le général d'armée français Charles-Marie Condé, commandant la IIIe Armée, puis chargé également de la IIe Armée.
- le général français Jean-Baptiste Molinié,
- le général français René Prioux, libéré en avril 1942
- le général français Gustave Mesny, assassiné en 1945 (crime de guerre).

## Durant les deux guerres mondiales
Le remarquable site défensif de Königstein — aménagé à partir du XIIIe siècle — n'a jamais été pris d'assaut mais occupé au début du XVe siècle (après quatre années de siège) et, à la fin de la Seconde Guerre mondiale, à partir du 9 mai 1945, par les officiers et soldats soviétiques alors que la forteresse avait été désertée par les militaires allemands à l'exception de son commandant le colonel Eselman.
Durant la Première Guerre mondiale, la forteresse était utilisée comme camp pour officiers prisonniers de guerre regroupant essentiellement des Français et des Russes. De la même manière, pendant la Seconde Guerre mondiale, il servit de 1940 à 1941 pour des officiers polonais puis d'Oflag IV-B à partir de 1941 pour des officiers supérieurs alliés (la plupart généraux) : hollandais, grecs, yougoslaves… et surtout français avec les généraux Victor Bourret et Henri Giraud (généraux 5 étoiles).
Parmi les généraux français internés, le général Dame y décède.
Un ordre d'Hitler, signé par le Général SS Kaltenbrunner, prévoyait l'exécution de généraux français (en représailles de la mort du général allemand Fritz von Brodowski prisonnier de guerre des Français, tué par balle dans des circonstances inexpliquées). Seul le général Mesny sera exécuté par les SS, d'une balle dans la nuque, lors d'un prétendu transfert à Colditz.

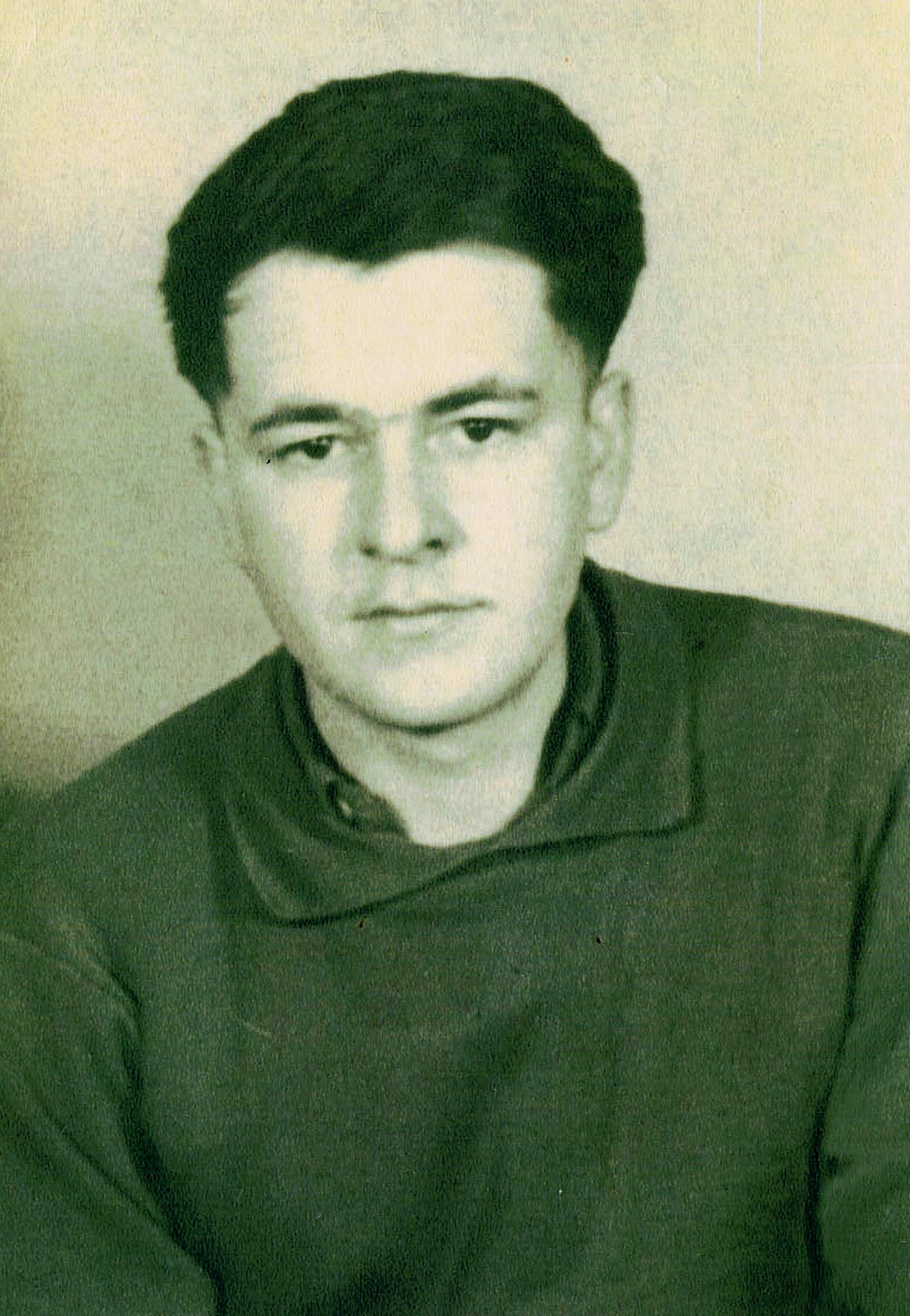
André Payan, prisonnier en Allemagne.

À partir de février 1945, compte tenu de l'avancée de l'Armée rouge, des officiers subalternes français de l'oflag IV-D d'Hoyerswerda (situé à 60 km au nord) y sont transférés dans des casemates en sous-sol alors que les généraux occupent des « villas » en surface. Généraux français entre les mains desquels le commandant de la forteresse — le colonel Eselman — se rend le 8 mai 1945 au général d'armée Condé. Le 9 mai, 2 fantassins russes se présentent devant la forteresse. Le drapeau français flotte sur la forteresse jusqu'à l'arrivée de la force spéciale américaine 76 qui rapatrie les généraux français (avec le colonel Eselman) pour les amener à l'ouest le 11 mai. Les Russes prennent le contrôle définitif de la forteresse le 12 mai 1945. Les autres prisonniers ne sont rapatriés que bien plus tard à la fin de mai et en juin 1945.
À partir de 1940, la plus grande partie des collections du musée de Dresde y sont entreposées, notamment les célèbres pièces de joaillerie et d'orfèvrerie de la « Voûte verte ». C'est un jeune officier français parlant l'allemand et le russe — André Payan — qui est au cœur de leur protection, puis de leur inventaire, ainsi qu'il le raconte dans son récit intitulé La Délivrance du Musée, écrit en 1983[réf. nécessaire]. La collection est inventoriée par des experts soviétiques avant de faire le tour des villes d'URSS, jusqu'en 1958. Ensuite, elle est restituée à la République démocratique allemande (RDA), précisément au Staatliche Kunstsammlungen Dresden.

## Depuis 1949
Inoccupée en 1947-48, la forteresse — située en RDA — est utilisée de 1949 à 1955 comme foyer de réinsertion pour les jeunes gens et jeunes filles. En 1955, la forteresse passe sous l'autorité du ministère de la Culture de la RDA devenant ainsi un musée d'État dont le premier conservateur est Dieter Weber. Avec la réunification de l'Allemagne, elle devient, en 1991, propriété de l'État de Saxe, le musée étant géré depuis 1993 par l'Office des châteaux de Saxe et plus particulièrement par la Festung Königstein GmbH. La forteresse est aujourd'hui un musée d'histoire militaire à partir du XVIe siècle et présente de nombreuses expositions dont celle du musée de la Bundeswehr de Dresde.

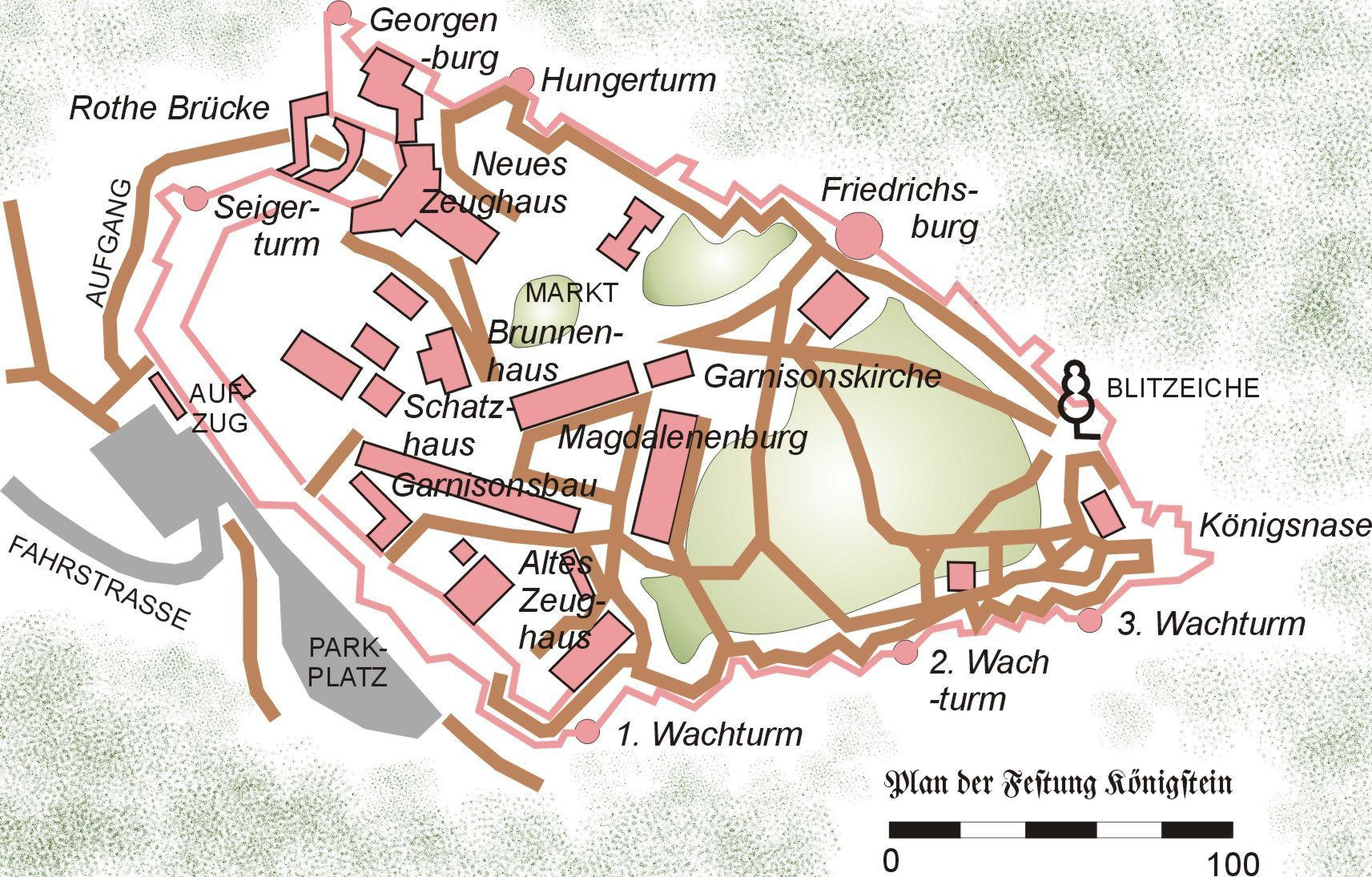
Plan actuel de la forteresse.
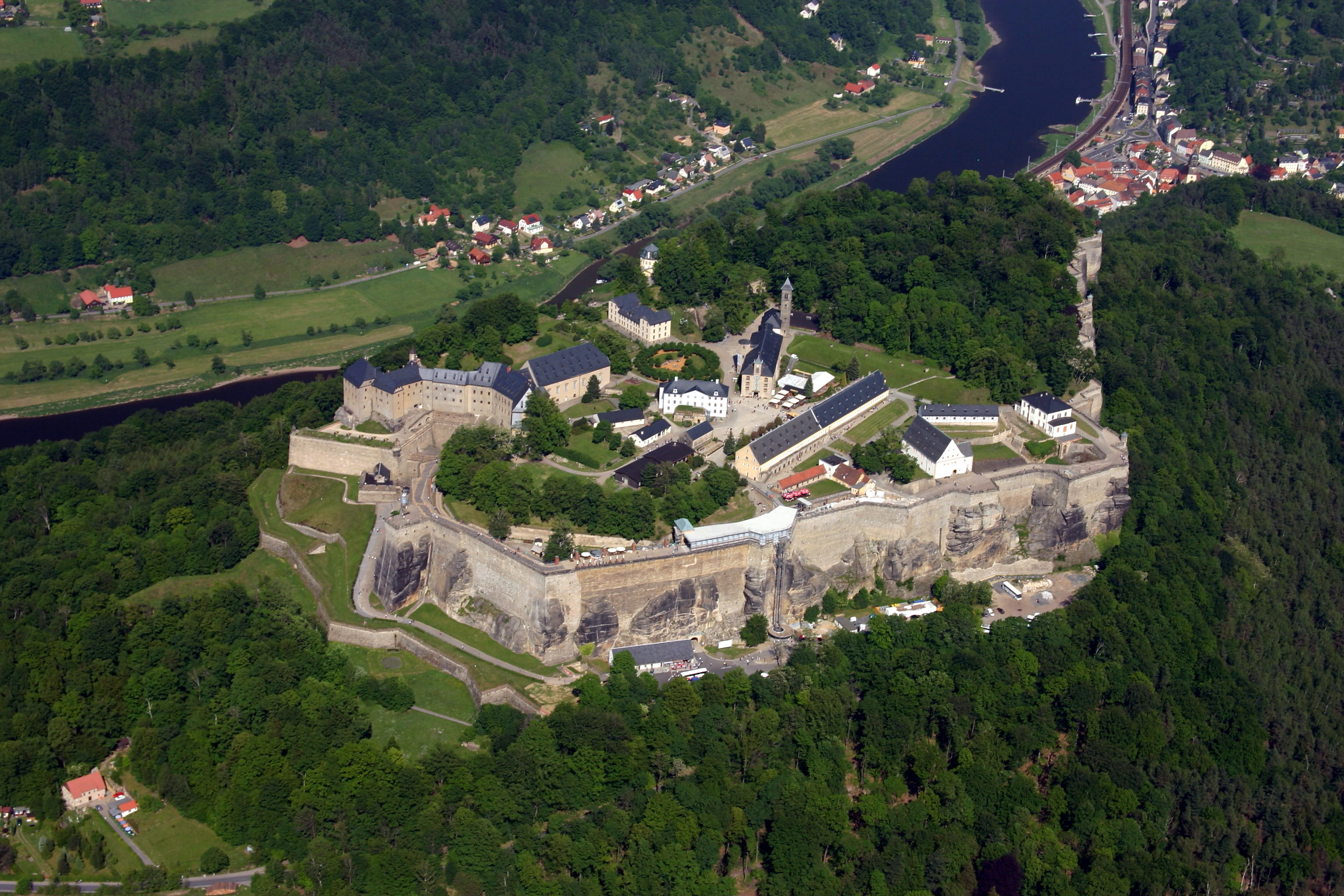
Vue aérienne de la forteresse.
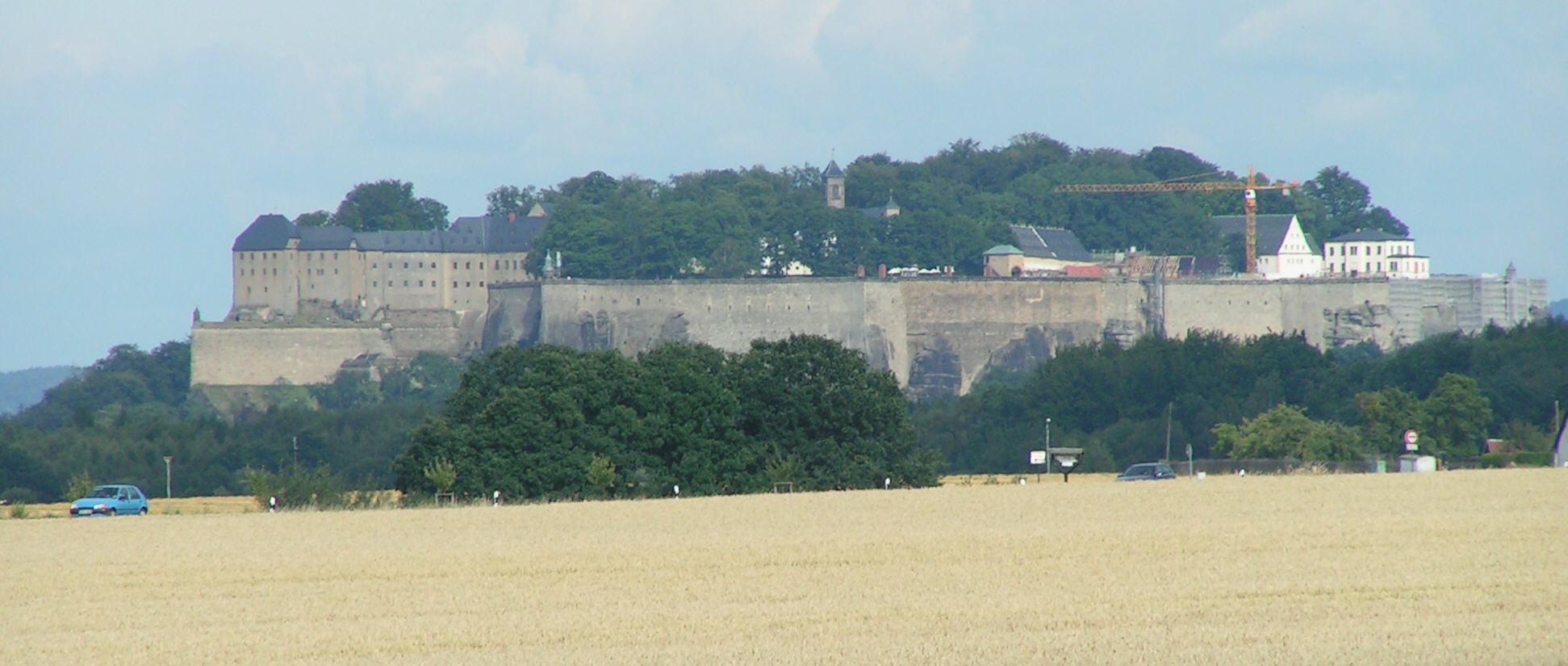
Forteresse sur son promontoire vu du sud.
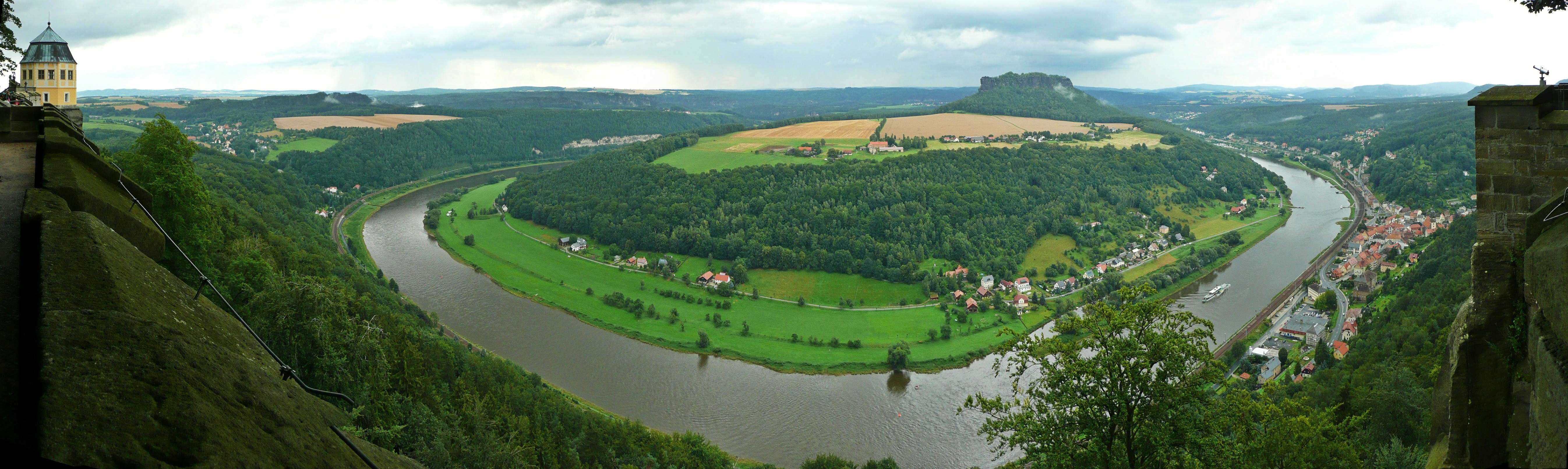
Des remparts, vue au nord sur la courbe de l'Elbe.
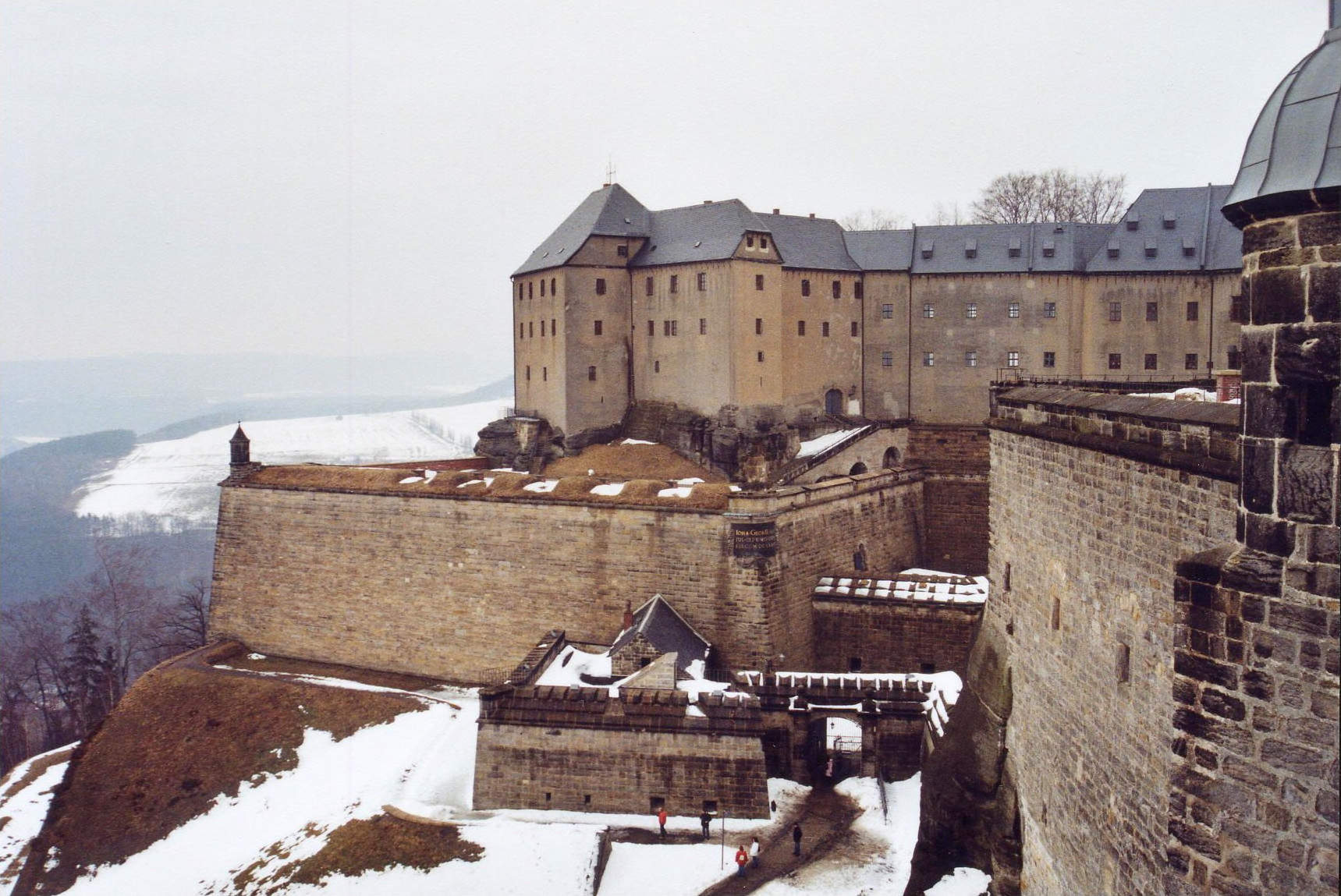
Vue des constructions principales de l'entrée.
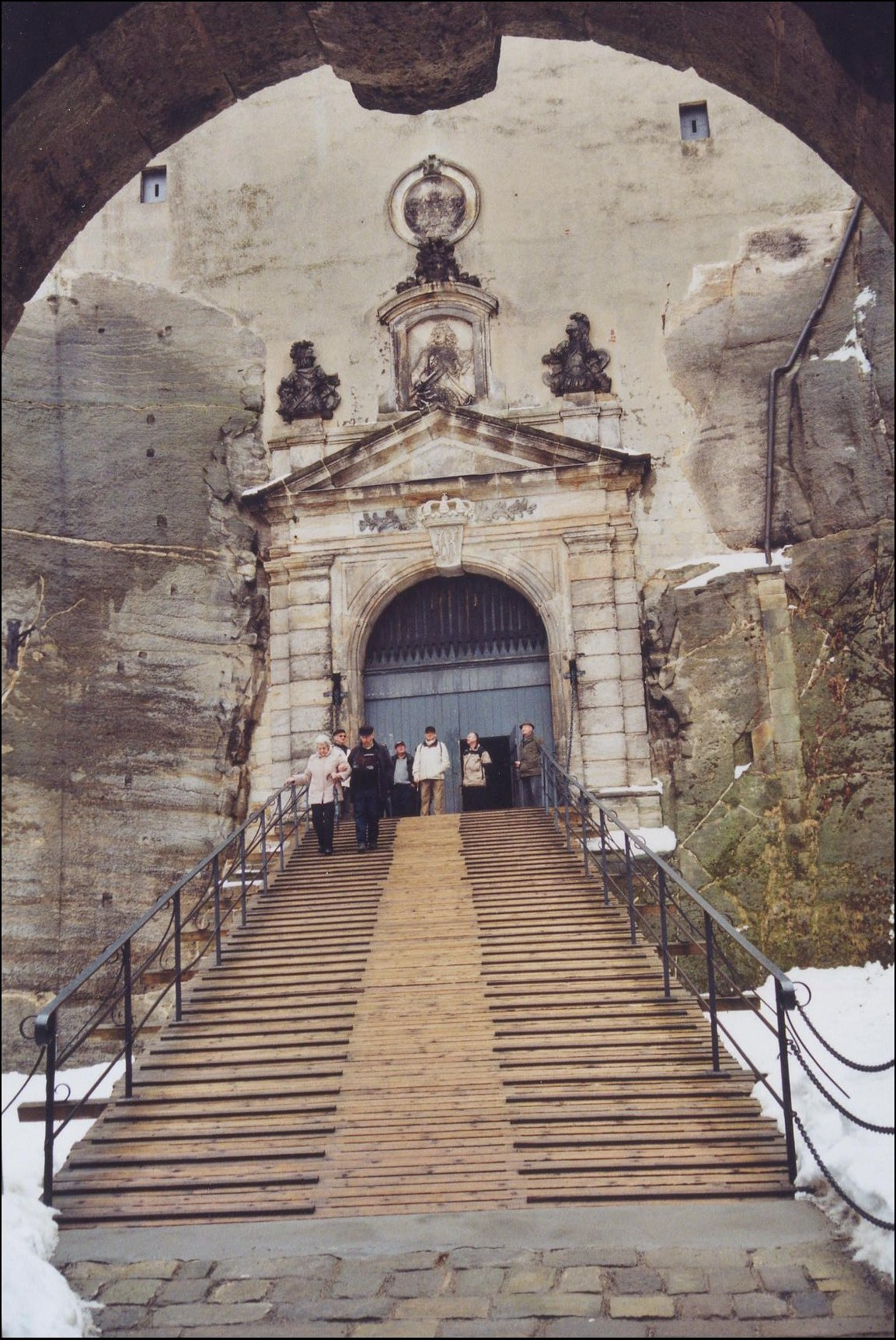
Vue de l'entrée principale avec son pont-levis en bois.
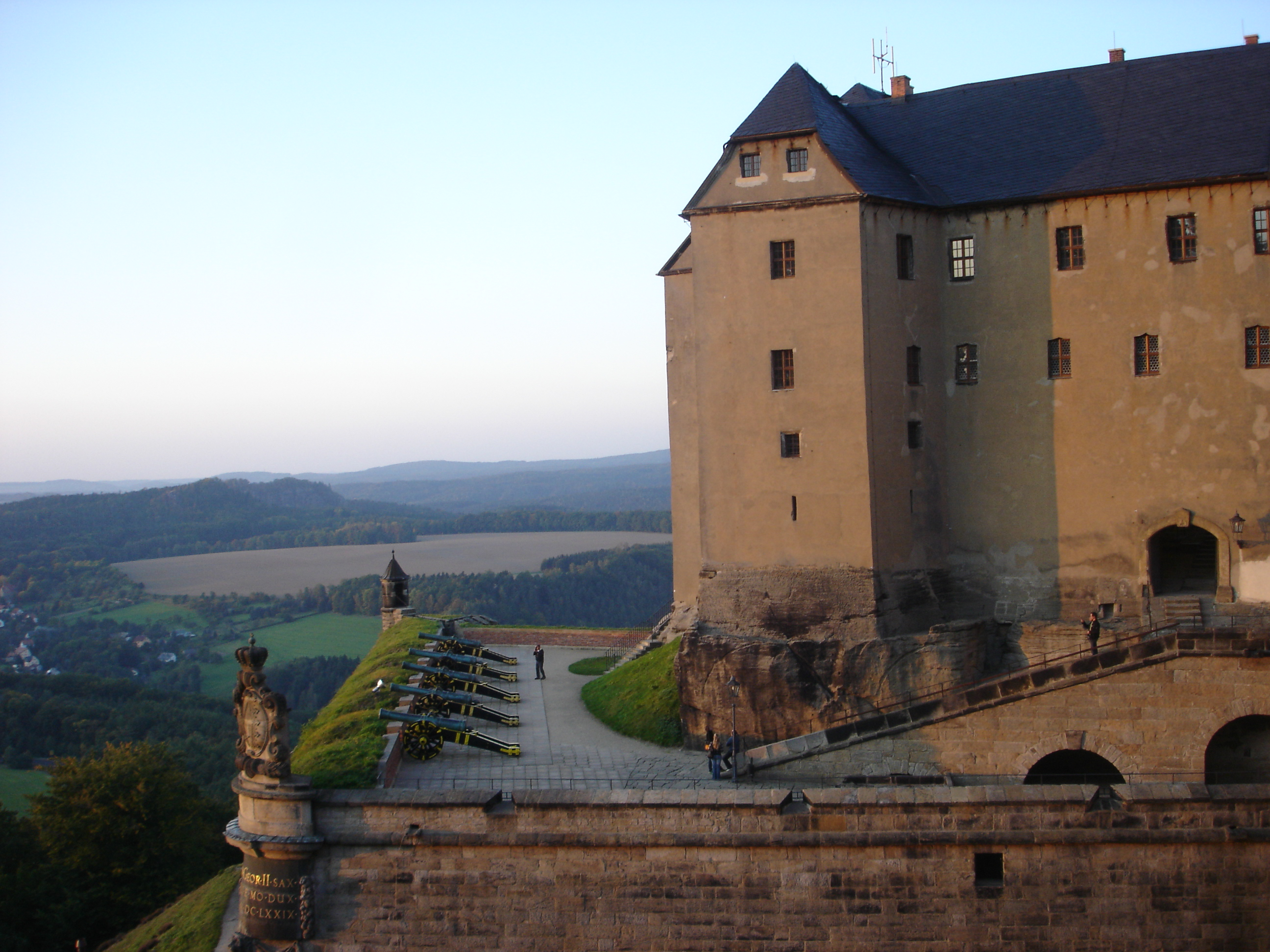
Pavillon de Georges et de son bastion vus du sud-ouest.
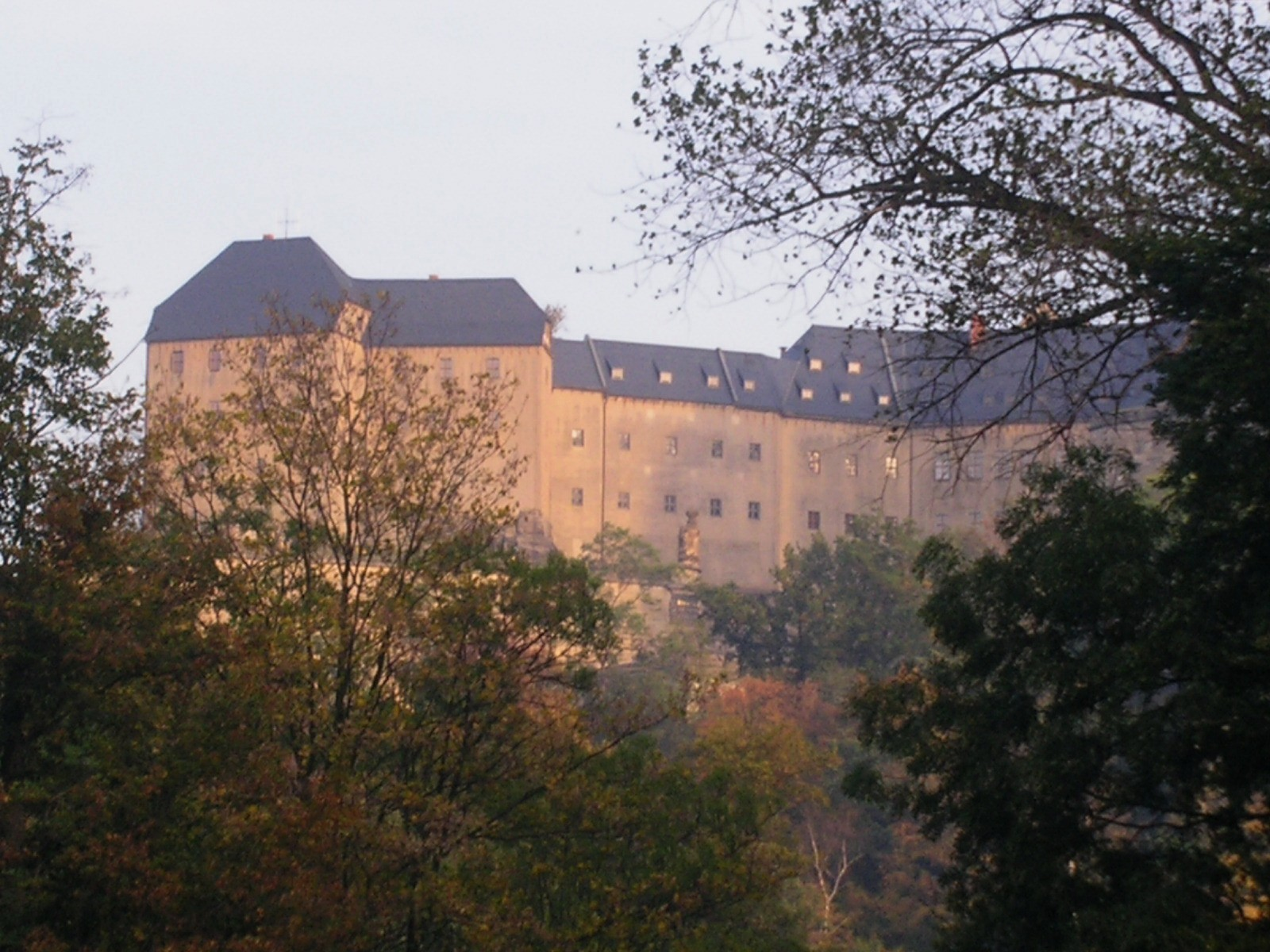
Autre vue des bâtiments principaux de l'entrée.
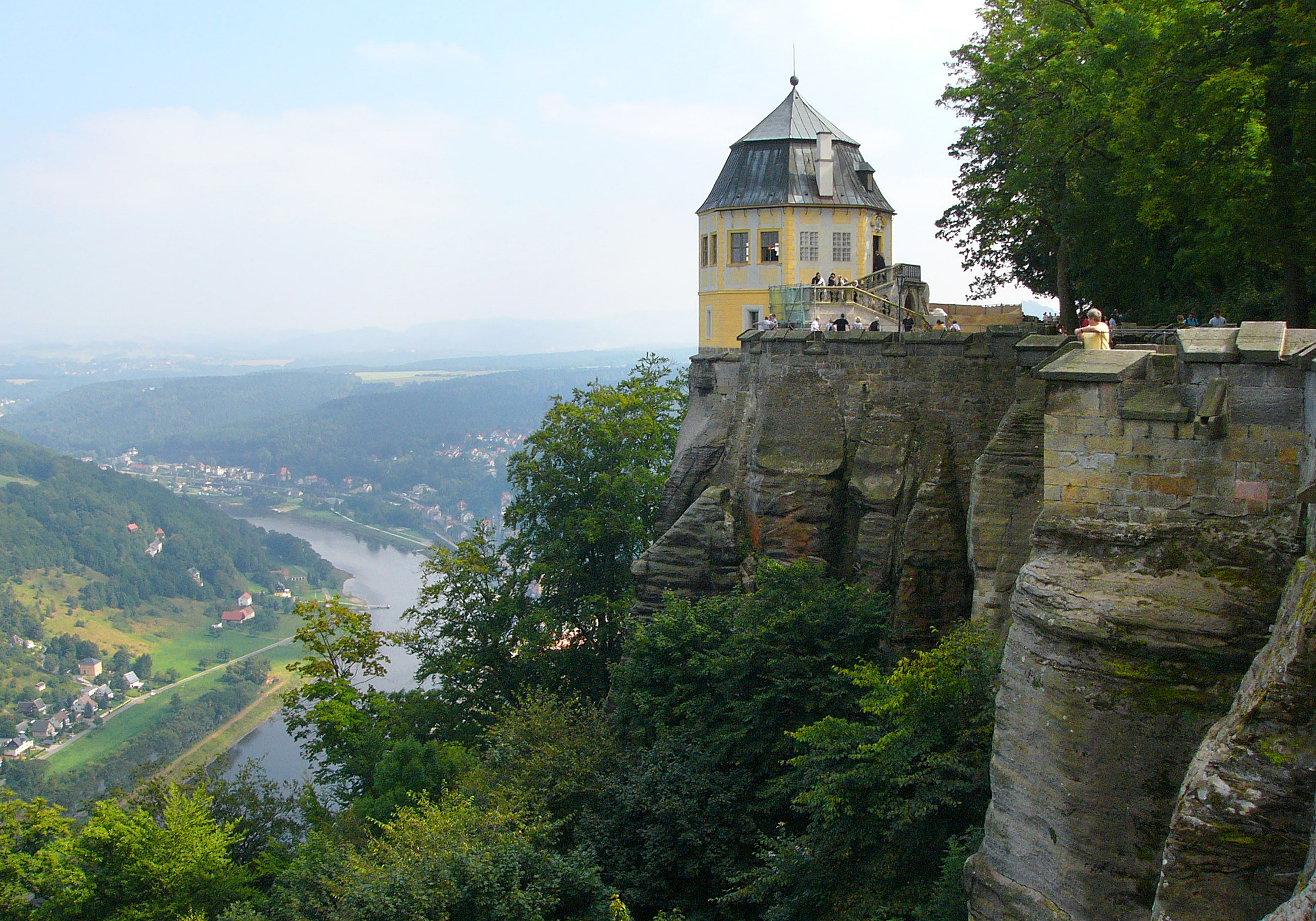
De l'est, pavillon de Frédéric dominant la courbe de l'Elbe.